# Lebanon (Kansas)
Lebanon is een plaats (city) in de Amerikaanse staat Kansas, en valt bestuurlijk gezien onder Smith County.

## Demografie
Bij de volkstelling in 2000 werd het aantal inwoners vastgesteld op 303.
In 2006 is het aantal inwoners door het United States Census Bureau geschat op 272, een daling van 31 (-10,2%).

## Geografie
Volgens het United States Census Bureau beslaat de plaats een oppervlakte van 0,8 km², geheel bestaande uit land. Lebanon ligt op ongeveer 562 m boven zeeniveau. Lebanon is het geografisch middelpunt van de aaneengesloten staten.

## Plaatsen in de nabije omgeving
De onderstaande figuur toont nabijgelegen plaatsen in een straal van 32 km rond Lebanon.